# Let Me Love You (пісня DJ Snake)
«Let Me Love You» (укр. Дозволь мені любити тебе) — пісня французького автора електронної музики DJ Snake з його дебютного альбому Encore (2016). В пісні звучить вокал Джастіна Бібера. Авторами пісні стали Бібер, Ендрю Ватт, Алі Тампосі, Браян Лі, і DJ Snake, який водночас був продюсером пісні та займався її обробкою. Пісня була видана 5 серпня 2016 року лейблом Interscope Records. Музичне відео на пісню вийшло 29 листопада 2016 на YouTube.

## Композиція
Пісня «Let Me Love You» написана в тональності до мінор з помірним темпом 100 ударів на хвилину з музичним розміром ціла нота (С). Пісня виконана в послідовності акордів Cm7 — E♭ — E♭/G — A♭ — E♭/G — A♭, а вокал Бібера охоплює акорди від C4 до C6.

## Музичне відео
Музичний відеокліп на пісню вийшов 29 листопада 2016 року на YouTube. За сюжетом, хлопець з дівчиною грабують крамниці, ошукують бандитів, тікають від поліції. Згодом, це все виявляється не справжнім світом, а лише відеогрою. Станом на квітень 2018 року відео переглянули понад 556 млн разів. Режисером відео став Джеймс Ліс.

## Комерційний успіх
У Сполучених Штатах, «Let Me Love You» дебютувала на 12 сходинці чарту Billboard Hot 100 27 серпня 2016 року. Сингл очолив чарт Digital Songs маючи 113,000 завантажень, ставши перший для DJ Snake і шостий для Бібера синглом у цьому чарті. Станом на 1 жовтня 2016, «Let Me Love You» піднявся на шість позицій чарту Billboard Hot 100, посівши шосту сходинку, та ставши третій синглом DJ Snake що увійшов у топ-10 і дванадцятим синглом Бібера в топ-10 цього чарту. Наступного тижня пісня вже піднялася на четверту позицію.
Ремікс пісні створений спільно з американським R&B-співаком R. Kelly дебютував під 24 номером в чарті Bubbling Under Hot 100 Singles 14 січня 2017. Ремікс увійшов до чарту Hot Dance/Electronic Songs на 11 сходинці з 25,000 завантаженнями.

## Чарти
| Чарт (2016–17)                               | Найвища позиція |
| -------------------------------------------- | --------------- |
| Аргентина (Monitor Latino)                   | 4               |
| Аргентина Digital Songs (CAPIF)              | 5               |
| Австралія (ARIA)                             | 2               |
| Австрія (Ö3 Austria Top 75)                  | 4               |
| Бельгія (Ultratop Flanders)                  | 6               |
| Бельгія (Ultratop Wallonia)                  | 2               |
| Бразилія (Brasil Hot 100)                    | 4               |
| Канада (Canadian Hot 100)                    | 4               |
| Колумбія (National-Report)                   | 30              |
| Чехія (IFPI)                                 | 2               |
| Чехія (Singles Digitál Top 100)              | 1               |
| Данія (Tracklisten)                          | 3               |
| Фінляндія (Suomen virallinen lista)          | 1               |
| Франція (SNEP)                               | 1               |
| Німеччина (Official German Charts)           | 1               |
| Німеччина (Airplay Chart)                    | 2               |
| Угорщина (Dance Top 40)                      | 15              |
| Угорщина (Rádiós Top 40)                     | 3               |
| Угорщина (Single Top 40)                     | 3               |
| Ірландія (IRMA)                              | 2               |
| Італія (FIMI)                                | 1               |
| Японія (Japan Hot 100)                       | 92              |
| Ліван (Lebanese Top 20)                      | 3               |
| Мексика (Monitor Latino)                     | 1               |
| Нідерланди (Dutch Top 40)                    | 1               |
| Нідерланди (Mega Single Top 100)             | 1               |
| Нова Зеландія (RIANZ)                        | 3               |
| Норвегія (VG-lista)                          | 1               |
| Філіппіни (Philippine Hot 100)               | 72              |
| Польща (Polish Airplay Top 100)              | 2               |
| Португалія (AFP)                             | 1               |
| Шотландія (Official Charts Company)          | 1               |
| Словаччина (IFPI)                            | 6               |
| Словаччина (Singles Digitál Top 100)         | 1               |
| Іспанія (PROMUSICAE)                         | 2               |
| Швеція (Sverigetopplistan)                   | 2               |
| Швейцарія (Media Control AG)                 | 1               |
| Велика Британія (Official Charts Company)    | 2               |
| Велика Британія (UK Dance Chart)             | 2               |
| США (Billboard Hot 100)                      | 4               |
| США (Adult Contemporary) (Billboard)         | 6               |
| США (Adult Top 40) (Billboard)               | 4               |
| США (Hot Dance Club Songs) (Billboard)       | 19              |
| США (Hot Dance/Electronic Songs) (Billboard) | 2               |
| США (Mainstream Top 40) (Billboard)          | 2               |
| США (Rhythmic) (Billboard)                   | 4               |

| Чарт (2017)                                        | Найвища позиція |
| -------------------------------------------------- | --------------- |
| США Bubbling Under Hot 100 Singles (Billboard)     | 24              |
| США Bubbling Under R&B/Hip-Hop Singles (Billboard) | 10              |
| США (Hot Dance/Electronic Songs) (Billboard)       | 11              |

| Чарт (2016)                        | Позиція |
| ---------------------------------- | ------- |
| Аргентина (Monitor Latino)         | 28      |
| Австралія (ARIA)                   | 19      |
| Австрія (Ö3 Austria Top 40)        | 24      |
| Бельгія (Ultratop Flanders)        | 35      |
| Бельгія (Ultratop Wallonia)        | 27      |
| Канада (Canadian Hot 100)          | 31      |
| Данія (Tracklisten)                | 28      |
| Німеччина (Official German Charts) | 16      |
| Угорщина (MAHASZ)                  | 14      |
| Італія (FIMI)                      | 20      |
| Нідерланди (Single Top 100)        | 19      |
| Нова Зеландія (Recorded Music NZ)  | 23      |
| Польща (ZPAV)                      | 46      |
| Швеція (Sverigetopplistan)         | 15      |
| Велика Британія (UK Singles Chart) | 25      |
| Швейцарія (Schweizer Hitparade)    | 25      |
| США Billboard Hot 100              | 47      |
| США Mainstream Top 40 (Billboard)  | 31      |

## Сертифікації
| Регіон | Сертифікація   | Продажі   |
| --- | -------------- | --------- |
| Австралія (ARIA) | 4× Платийновий | 280.000   |
| Бельгія (BEA) | 2× Платийновий | 60.000    |
| Бразилія (ABPD) | Дамантовий     | 250.000   |
| Канада (Music Canada) | Платийновий    | 80.000*   |
| Франція (SNEP) | Діамантовий    | 250.000   |
| Німеччина (BVMI) | Платийновий    | 400,000   |
| Італія (FIMI) | 5× Платийновий | 250.000   |
| Нова Зеландія (RIANZ) | 2× Платийновий | 60.000    |
| Іспанія (PROMUSICAE) | 3× Платийновий | 120.000   |
| Швеція (IFPI Sweden) | 5× Платийновий | 200.000   |
| Велика Британія (BPI) | Платийновий    | 600.000   |
| США (RIAA) | Платийновий    | 1.000.000 |
| *продажі, що базуються лише на сертифікаціях · ^відвантаження, що базуються лише на сертифікаціях · продажі+прослуховування, що базуються лише на сертифікаціях |                |           |